# Poarta Luminii
Poarta Luminii este o carte de proză scurtă onirică scrisă de Radu Negrescu-Suțu și apărută la Editura Dorul din Danemarca în anul 1999. Cuprinde următoarele eseuri : Poarta Luminii ; Vraja Grădinii ; Așa grăit-a… La Bruyère ; Paharul cu suc de roșii ; Statuia lui Carol Davila ; Băncuța de zece franci ; Meditații onirice ; Despre Egalitate ; Casta Nea ; Piesa de teatru ; Despre Frumusețe ; Între Diogene, Socrate și Iisus ; Despre Poporul ales ; Siesta lui Vodă ; Săgeata ; Despre Dragoste și Prietenie ; Nebunul lui Epicur ; Bătrânul și acadelele ; Dialogul Filosofilor.  

## Aprecieri critice
„… Un periplu prin lumea reală și a ei cultură înțesată de simboluri îi oferă scriitorului Radu Negrescu-Suțu varii subiecte. Meșteșugul de a le trata stă în puterea de a converti obișnuitul în extraordinar și de a da expresivitate unor adevăruri ascunse între realitate și vis, adică în zona imaginației transcedentale. Dintr-un asemenea refugiu au rezultat eseuri și proză, uneori foarte scurtă, cuprinse în trei volume. … Gânditorul ascuns în textele citate dă impresia unui permanent căutător de mistere, în simboluri de cultură umană și creație cosmică. Decodarea unor asemenea simboluri presupune o inițiere savantă în mijloace și metode peculiare, capabile să trezească revelații și să amplifice gama cercetării dincolo de limitele aparente. … Reflecțiile din volumul Poarta Luminii sunt scrise din perspectiva unui gânditor de orientare creștină, sofisticat și aprehensiv, cunoscător în detaliu al unor precepte biblice și doctrine filosofice pe care le aplică metodic la o gamă largă de subiecte, dela morala parabolei cuprinsă în faptul divers și până la unele dimensiuni filosofice privind relația dintre om și Dumnezeu. Sunt valorificate idei ce țin de dogme și doctrine ale unor filosofi și moraliști antici. Sunt aduse în actualitate învățăturile lui Epicur, Juvenal, Lucrețiu. Mesajul general este că dela antinomia adamică și până azi, nimic din ceea ce înseamnă imperfecțiune omenească sau voința omului, bună sau rea, nu s-a schimbat.”—George Băjenaru
„… Sunt bufone sau tragice, adesea, pățaniile povestite de Radu Negrescu-Suțu în culegerea mai sus amintită. Imaginare pe planul creației Frumosului în Artă. Multe și mărunte -adică meschine- întâmplări s-au petrecut și se petrec mereu în lumea noastră, cu referință la ce ne doare pe fiecare, intim și personal. Durere, întristare și suspin a ființei noastre muritoare. Mai mult fărădelegi și mai puțină dragoste, prietenie, cântece de dor și ... de dorul unui paradis pierdut în curgerea timpului uman, cum ar fi spus Proust. Toate se petrec în cursul aventurilor umane/inumane povestite în cartea care urmează. Ca pe o scenă a unui teatru antic, defilează personagii din lumea noastră de altădată -zisă balcanică astăzi!- sinteză de elinitate și romanitate plăzmuită din punct de vedere cultural, pe substrat autohton și adaos barbar, ca suprastrat, din vechime precreștină și creștină apoi, peste care, scene și actori, fulgeră, tună, trăznește destinul implacabil. În același timp, Corul mărșăluind, dansând, cântând în cadență, trage învățăminte! ... Citind cartea, stai la taifas cu autorul ei și cu personagiile cărții – eroi, atitudini, cum se spune la teatru- care animă și suscită interesul spectatorului pentru acțiunea și jocul actorilor de pe scenă.”—Titus Bărbulescu